# Ville Husso
Ville Husso, född 6 februari 1995 i Helsingfors, är en finländsk professionell ishockeymålvakt som spelar för Detroit Red Wings i NHL.
Han har tidigare spelat för St. Louis Blues i NHL; HIFK Hockey i Liiga; Chicago Wolves och San Antonio Rampage i AHL; Missouri Mavericks i ECHL samt HC Keski-Uusimaa i Mestis.
Husso blev draftad av St. Louis Blues i andra rundan i 2014 års NHL-draft som 94:e spelare totalt.